# Villa Raffaelli
Villa Raffaelli (o De Rafele) è meglio conosciuta come villa Mezzanotte; è una struttura di interesse architettonico di Napoli; è sita nella zona di Capodimonte.
Nel periodo francese fu collegata alla strada tramite un complesso sistema di rampe. Da quanto pervenuto, la struttura oggi è il risultato delle varie trasformazioni che ha subito, appena dopo la dominazione francese.